# 차이나타운

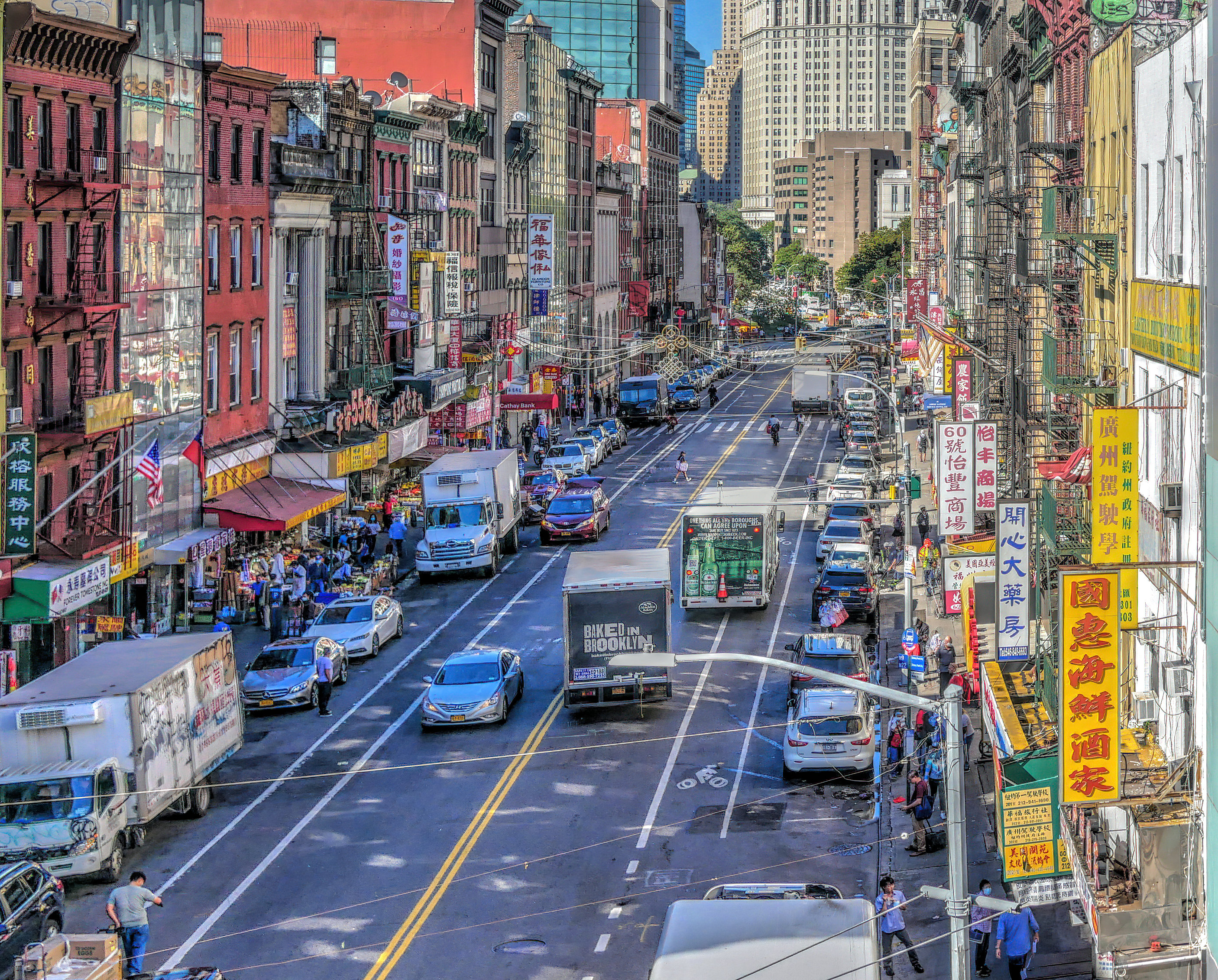
맨해튼의 차이나타운은 아시아 밖에서 중국인들의 가장 높은 집중도를 가지고 있다.

차이나타운(Chinatown) 또는 당인가(중국어: 唐人街, 병음: tángrénjiē), 중화가(中華街), 중국인가(中國人街)는 중국 한족의 세력이 가장 약화되었던 송대부터 시작되어 청나라 말기에 본격적으로 전 세계에 퍼진 한족이 이주한 나라에서 모여 살며 형성한 지역이나 그 사회이다.
지금은 다음으로 세계적인 영향력을 행사하는 중국 상인들을 중심으로 세계 각국에 차이나타운이 형성되어 있다. 동남아시아 지역과 아메리카 지역의 중국인들은 대부분 광둥성을 중심으로 살던 사람들이 많았고 중국의 가장 하층계급인 쿨리(중국어: 苦力, 병음: kǔlì)라 불리는 사람들이 주를 이루었었다.
한국은 산둥성을 중심으로 살던 중국인이 이주하여 관화를 쓰는 사람들이 많지만 그 외 세계의 다른 지역은 광동어 등을 쓰는 사람들이 주를 이룬다.

## 역사
오랜 세월 동안 동남아시아 전역에는 주로 중국인 남성과 그 원주민 배우자가 거주하는 무역의 중심지들이 존재해 왔다. 1860년대 중국의 국경을 자유롭게 이동하게 한 베이징 조약(1860)이 체결되면서 중국에서 세계 다른 지역으로의 이주가 가속화되었다. 초기 이민자들은 주로 중국 남동부의 해안 지방인 광둥과 푸젠에서 왔으며, 그곳 사람들은 일반적으로 도이산어, 광둥어, 하카어, 테오추어, 호키엔어를 사용한다. 19세기 말과 20세기 초에 상당한 양의 중국인이 광둥성 주강 삼각주 서쪽에 위치한 쓰엽(Sze Yup)이라는 4개 현에서 북미로 이주하여 토이산어가 차이나타운에서 사용되는 중국어의 주요 변종이 되었다.
최근 수십 년 동안 중국의 상황이 개선됨에 따라 많은 차이나타운은 새로운 문화로의 전환 장소를 제공한다는 초기 사명을 잃었다. 순 이주(net migration)가 둔화됨에 따라 작은 차이나타운은 천천히 쇠퇴했으며, 종종 순전히 역사적인 곳이 되어 더 이상 민족 거주지 역할을 하지 않을 정도로 쇠퇴했다.

## 세계의 차이나타운

### 일본의 차이나타운
아시아 최대 크기이며 중화가(中華街)라고도 불리는 요코하마 차이나타운을 필두로 고베 차이나타운, 나가사키 차이나타운과 같은 기존 빅3 외에 최근엔 도쿄에 이케부쿠로 차이나타운이 형성되고 있다.

### 대한민국의 차이나타운
대한민국의 인천 중구 북성동 인천역 앞에는 짜장면의 탄생지인 차이나타운이 있다. 개화기에 한국에 온 화교(중국사람)들이 치외법권 적용을 받던 공동체인 즉, 중국 조계지였던(참고로 일본사람들이 치외법권 적용을 받던 공동체였던 일본 조게지는 인천광역시 중구청 및 주변이다. 일본 하역회사(지금의 팟알카페), 영사관(지금의 인천 중구의회), 상인들이 의상실, 잡화점 등 가게로 사용하는 일본 전통가옥이 있다.) 차이나타운에는 화교들이 공부하는 중산학교 담장에 삼국지 벽화가 있다. 담장에는 삼국지의 줄거리와 벽화가 그려져 있다. 화교들의 종교공동체인 천주교 인천교구 해안성당, 도교 법당인 의선당(義善黨, 도교의 여덞 신선들이 바다를 건너는 벽화가 있다.), 월병, 공갈빵을 파는 가게, 천주교 제물포 순교성지(1845년 김대건 부제가 페레올 주교를 조선 천주교회의 큰어른으로서 모셔오기 위해 교우들과 중국 상하이에 출발했다는 곳이며, 순교자들을 기억하고 있다.)등이 있다.
부산에도 동구 초량동 부산역 맞은편에 차이나타운이 있으며, 화교 학교 등이 시설이 건립되어 있다. 1998년 안상영 시장 시절 상하이시(上海)와 자매 결연을 맺은 후 상해가(上海街, 혹은 상해 거리)라는 이름으로 바뀌었다. 최근에는 러시아인 유흥가와 접하여 차이나타운으로서의 분위기를 잃어가고 있으나 규모는 커지고 있다. 또한 매년 가을 '부산 차이나타운특구 문화축제'를 개최한다.
그 밖에 서울 마포구 연남동과 서대문구 연희동, 영등포구 대림동, 구로구 구로동 등의 상점 골목이 있다.

### 미국과 캐나다의 차이나타운
미국과 캐나다에는 서부 지역에 골드러시와 철도 공사가 시작되면서 많은 중국인들이 노동자로 들어오기 시작하며, 그들의 인구가 늘어났다. 화교들의 이민이 늘면서 샌프란시스코, 로스앤젤레스, 뉴욕, 밴쿠버, 토론토, 몬트리올 등의 대도시들에 차이나타운이 생겼다. 또한 1997년 중화인민공화국에 이양될 예정이었던 홍콩에서 중국 공산당의 통치에 위협을 느껴, 대다수가 밴쿠버에 정착하였다. 그리하여 "홍쿠버"(홍콩 + 밴쿠버)라는 별명이 붙기도 했다. 가장 큰 곳은 샌프란시스코의 차이나타운인데 약 4만 명이 거주하며, 상점·학교 등 외에 절·극장까지 갖추고 있다.

### 영국의 차이나타운
영국이 홍콩을 지배한 후에 그쪽에서부터 많이 영국으로 이주하였다. 런던, 버밍엄, 맨체스터, 리버풀, 뉴캐슬 등의 대도시에 차이나타운이 생겼으며, 특이 맨체스터의 차이나타운이 영국에서 가장 큰 규모로 알려져 있다.

### 그 밖의 차이나타운
유럽에서는 파리의 차이나타운이 유명하고, 동남아시아에서는 쿠알라룸푸르, 자카르타의 차이나타운이 잘 알려져있다. 오스트레일리아에도 시드니, 멜번 등의 대도시에 차이나타운이 들어섰다.

## 같이 보기
- 코리아타운(Koreatown)
- 저팬타운(Japantown)